# Légynyüvesség
A légynyüvesség (myiasis, myasis, pondrósság vagy légylárva-fertőzöttség) elsősorban juhoknál és más gerinces állatoknál előforduló,  legyek és paraziták által okozott betegség, amely ha nincs kezelve, akár az állat elhullásához is vezethet. Trópusi országokban előfordulhat embernél is.

## A kór keletkezése és terjedése
A kórt hazánkban tavasszal leggyakrabban a selymes döglégy (Lucilla sericata), nyáron pedig a pettyes húslégy (Wohlfahrtia magnifica) okozza, és legtöbbször juhoknál fordul elő, de gyakori kutyáknál is. Ezeknek a légyfajoknak a nőstényei bizonyos ingerek (például nem kezelt sérülések, bomló húsrészek és vér, vizelet és bélsár, egyéb külső élősködők vérszívása) hatására általában az állat testfelületére rakják le petéiket, többnyire sérült bőrfelületekre, de gyakran előfordul a természetes testnyílások (végbél, péra) környékén, valamint a szemben, a fülben, a bőrön, az orrban, a nyálkahártyákban és a húgyszervekben is. A keletkezés módja szerint a tudomány megkülönböztet elsődleges légynyüvességet (a sértetlen bőrön jön létre a fertőzés) és másodlagos légynyüvességet (a legyek a bőrön, nyálkahártyán keletkezett sérülésekbe rakják lárváikat).

## A kór lefolyása
A kór különösen a nyári, meleg, nedves időben jelent komoly veszélyt, amikor az ápolatlan szőrzet alatti bepállott bőrfelületeken, ill. az állat végbele körül az állat szőrébe ragadt sár, vizelet ill. bélsár vonzza a legyeket. A fertőzött helyeken a bőr felpuhul. Kezdetben az elváltozások alig észrevehetőek, főleg a hosszú szőrű állatoknál. A juhok ösztönösen álcázzák betegségüket, nehogy gyengeségükkel felkeltsék a ragadozók figyelmét. A lárvák 8-24 órával a lerakás után kelnek ki, gyorsan növekednek, fehér vagy sárga színűek, és szelvényezett a testük. Az akár 1–2 cm-es lárvák élő és rothadó, bomlásnak indult szövetekkel egyaránt táplálkoznak. Előfordul, hogy feszülésig kitöltik a sérült felületet, és sokszor a bőr alatti kötőszövetbe is bepréselődnek. Jelentős fájdalmat okoznak az állatnak. A fejlődő lárvák által kibocsátott szövetoldó enzimek károsítják a szöveteket, és újabb legyeket vonzanak oda. Az állatok nyugtalanok, étvágytalanok és a nyüvekkel fertőzött részeket harapdálják ill. dörzsölik. Az egyre nagyobbodó sebeken keresztül az állatot azután más kórokozók is megtámadhatják, és gyakran vérmérgezés is előfordul. A kór későbbi fázisában szőrhullás, lesoványodás jellemző, de a juhok gyapja sokszor teljesen elfedi a fertőzött területet, és csak közeli, manuális vizsgálat által fedezhető fel. A lábvég (például a talppárnák közti rész) nyüvessége sántaságot, a szem fertőzöttsége pedig vakságot okozhat. Amennyiben az állat nincs kezelve, a myasis az állat elhullását okozza.

## Kezelés, megelőzés
A kezelés legelső lépése a lárvák eltávolítása, hosszú szőrű állatok (pl. kutya) esetében a szőr lenyírása,  ill. a helyileg alkalmazott külső élősködők ellenes készítmények (például spray, oldat, fürdetés) használata. Amennyiben az állat bakteriális fertőzést is kapott, antibiotikumos  kezelésre van szükség. A légy lárvák toxinokat termelnek, amely a megfelelő kezelés hiányában az állat elhullásához is vezethet (pl. okozhat veseleállást), ezért különösen fontos a fertőzőtt vagy fertőzésgyanús (pl. a kutyára legyek szállnak) állat azonnali elkülönítése zárt helyre, ahol nincsenek legyek. Szükség esetén azonnal állatorvoshoz kell fordulni, hogy a beteg állat megfelelő kezelést kapjon, pl. szteroidokat, amik mérséklik az erős tartós gyulladást, ezzel segítve a beteg terület regenerációját.
A fertőzés megelőzésére a juhokat a far táján erősen visszanyírják, a hosszú szőrű kutyák szőrzetét pedig megritkítják. A nagy szőrű kutyákat, ha lehet, lenyírják. Fontos a szőrzet higiéniája. A kereskedelemben kapható repellens hatású készítmények. Célszerű az állatokat légyszezonban legalább kétnaponta alaposan átvizsgálni. Fontos a sebek időben történő ellátása, illetve az állatok óljainak szárazon és tisztán tartása. Különösen idősebb kutyák esetében érdemes odafigyelni.

## Orvosi felhasználás
Egyes kórházakban fertőtlenített zöld légy (Phaenicia sericata) lárvákkal steril körülmények között lárvaterápiát alkalmaznak elsősorban diabéteszes lábszárfekélyek, keringési zavar következtében kialakult krónikus sebek, felfekvések, MRSA-fertőzött területek kezelésére. A lárvák emésztő enzimei feloldják a nekrotikus szövetrészeket, és elpusztítják a patogén organizmusokat. A lárvák spiculumai mechanikusan stimulálják a szöveteket, és a termelt ammónia és kalcium-bikarbonát emeli a szöveti pH-t, elősegítve a sebgyógyulást. A steril lárvákat ma már teljesen zárt rendszerben „Biobag”-ként is használják, amely önmagában egyesíti a nedvszívó kötszerek, a biológiai sebtisztító anyagok, mediátorok és a sebgyógyulásért felelős gyógyhatású vegyületek minden előnyös tulajdonságát.

## Külső hivatkozások
- Magyar Spitz Klub
- dr. Soós Ferenc, Külső élősködők Archiválva 2016. március 4-i dátummal a Wayback Machine-ben
- Pharma klinika kutyabetegségek Archiválva 2009. április 26-i dátummal a Wayback Machine-ben
- A légynyüvességről angolul Archiválva 2008. július 23-i dátummal a Wayback Machine-ben
- Biosebészet fórum